# Daïra d'Aïn El Hadjar
La daïra d'Aïn El Hadjar est une circonscription administrative algérienne située dans la wilaya de Saïda. Son chef-lieu est situé sur la commune éponyme d'Aïn El Hadjar.

## Communes
La daïra est composée de trois communes :
- Aïn El Hadjar
- Moulay Larbi
- Sidi Ahmed